# Gare de Jarville-la-Malgrange
La gare de Jarville-la-Malgrange est une gare ferroviaire française des lignes de Paris-Est à Strasbourg-Ville et de Jarville-la-Malgrange à Mirecourt, située sur le territoire de la commune de Jarville-la-Malgrange, banlieue de Nancy, dans le département de Meurthe-et-Moselle, en région Grand Est.
C'est une halte voyageurs de la Société nationale des chemins de fer français (SNCF) desservie par des trains TER Grand Est.

## Situation ferroviaire
Établie à 213 mètres d'altitude, la gare de Jarville-la-Malgrange est située au point kilométrique (PK) 355,516 de la ligne de Paris-Est à Strasbourg-Ville, entre les gares de Nancy-Ville et de Laneuveville-devant-Nancy.
Gare de bifurcation, elle est également l'origine de la ligne de Jarville-la-Malgrange à Mirecourt, suivie par la gare d'Houdemont.

## Histoire
Le 12 aout 1852, est inaugurée la section entre Nancy et Sarrebourg de la ligne éponyme de la Compagnie du chemin de fer de Paris à Strasbourg, qui devient la Compagnie des chemins de fer de l'Est en 1854. Il n'y a alors pas de gare à Jarville-la-Malgrange ;
Le 18 novembre 1872, la Compagnie des chemins de fer de Nancy à Vézelise met en service une ligne entre Jarville-la-Malgrange et Vézelise, rapidement concédée aux Chemins de fer de l'Est ; elle fait désormais partie de la ligne de Jarville-la-Malgrange à Mirecourt.
Le 16 mai 1881, les Chemins de fer de l'Est inaugurent la ligne de Champigneulles à Houdemont. Il s'agit d'une ligne pour les marchandises qui dessert la gare de Nancy-Saint-Georges et possédait un embranchement sur la ligne vers Mirecourt, entre Jarville-la-Malgrange et Houdemont. Cette ligne traverse, en tranchée, le site de la gare de Jarville-la-Malgrange et croise la ligne de Paris à Strasbourg via un tunnel d'une soixantaine de mètres.

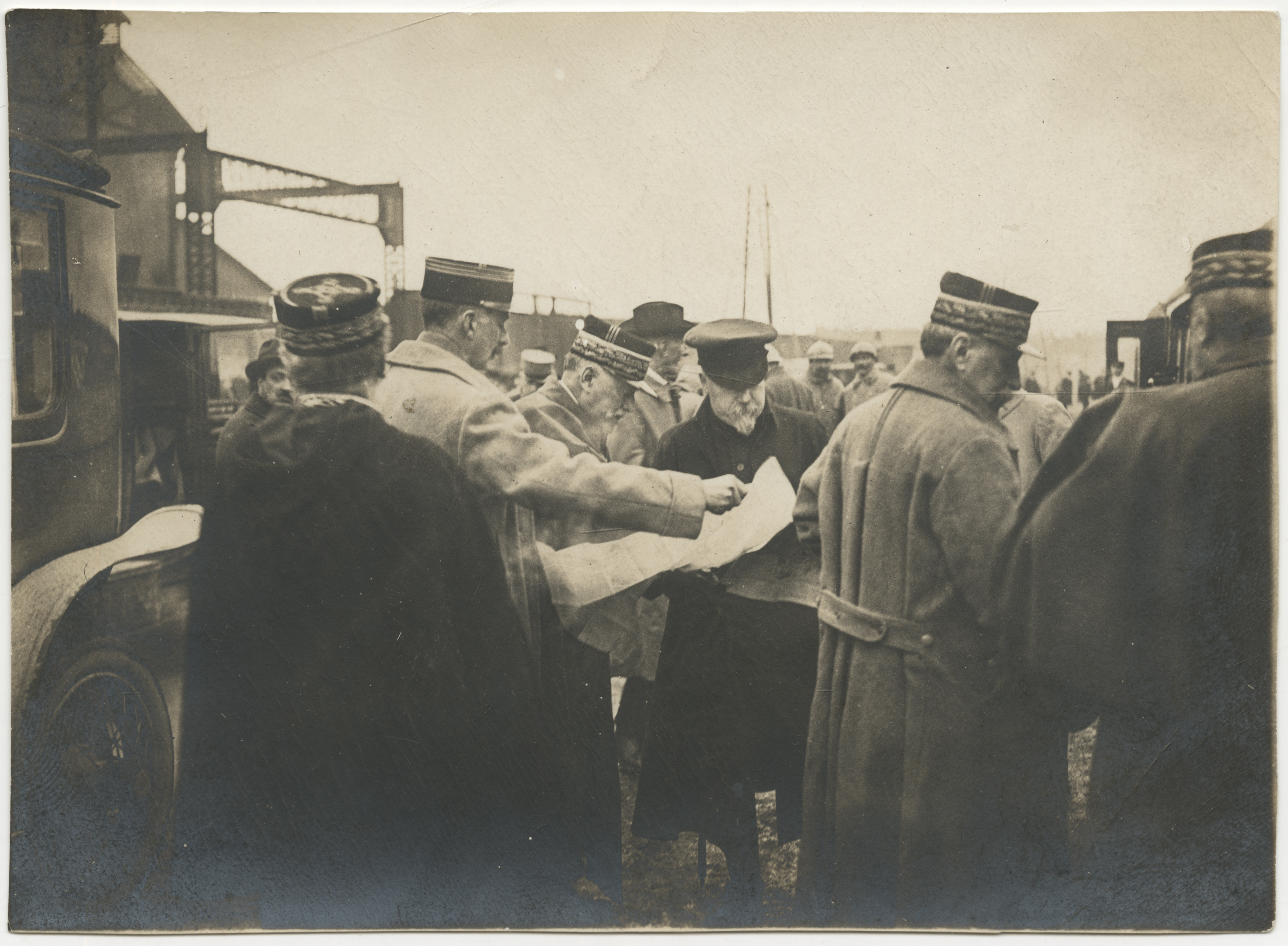
En gare de Jarville le 18 févier 1916 avec Ferdinand Foch, Léon Mirman, Augustin Gérard, Robert Nivelle et Raymond Poincaré photographie de André Duchemin.

La gare de Jarville-la-Malgrange est inaugurée en 1883. Le bâtiment voyageurs est construit, peu après la création de cette dernière ligne, le long des quais en courbe de la ligne vers Mirecourt. Des quais ont également été créés pour la ligne de Paris à Strasbourg. La gare a une disposition en « Y » avec, en son centre, la tranchée et le tunnel de la ligne de Champigneulles à Houdemont.

## Fréquentation
De 2015 à 2024, selon les estimations de la SNCF, la fréquentation annuelle de la gare s'élève aux nombres indiqués dans le tableau ci-dessous.
| Année     | 2015   | 2016   | 2017   | 2018   | 2019   | 2020   | 2021   | 2022   | 2023   | 2024   |
| --------- | ------ | ------ | ------ | ------ | ------ | ------ | ------ | ------ | ------ | ------ |
| Voyageurs | 25 777 | 27 277 | 30 080 | 32 184 | 41 635 | 30 636 | 34 886 | 47 559 | 56 411 | 63 383 |

## Service des voyageurs

### Accueil
Gare SNCF, c'est néanmoins pour le service des voyageurs un point d'arrêt non géré (PANG) à accès libre. Elle est équipée d'automates pour l'achat de titres de transport TER.
Un souterrain et une passerelle permettent la traversée des voies et le passage d'un quai à l'autre.

### Desserte
Jarville-la-Malgrange est desservie par des trains TER Grand Est qui effectuent des missions : entre les gares de Nancy-Ville, ou Bar-le-Duc, ou Revigny, et de Lunéville (ligne 12), ; et également sur la relation Nancy - Pont-Saint-Vincent (ligne 06A),.

### Intermodalité
Un arrêt de transports en commun routier et un parking pour les véhicules sont aménagés à proximité.
La gare est en correspondance avec les lignes T2, Corol, 12 et 21 du réseau Stan.

## Service des marchandises
Une gare de triage a été établie à Jarville en 1883.
En 2020, le site de la gare comporte toujours des « voies de service commercialisables ».

## Patrimoine ferroviaire
L'ancien bâtiment voyageurs de l'Est de type D ; il est à l'origine doté de deux ailes basses symétriques de deux travées chacune. Un agrandissement ultérieur de la gare a consisté en la construction d'une aile, plus étroite côté voies ; cette aile comporte trois travées et une corniche en mitre côté rue ; côté voies, elle dispose de deux travées ainsi que d'une colonnade.